# Гетто в Ружанах
Гетто в Ружа́нах (осень 1941 — 2 ноября 1942) — еврейское гетто, место принудительного переселения евреев города Ружаны Пружанского района Брестской области и близлежащих населённых пунктов в процессе преследования и уничтожения евреев во время оккупации территории Белоруссии войсками нацистской Германии в период Второй мировой войны.

## Оккупация Ружан и создание гетто
По предвоенной переписи 1939 года в Ружанах из 5000 жителей евреев было около 80 % — 3900 человек, которых также много жило и в двух соседних деревнях — Павлово и Константиново (Ружанский поссовет). После германской оккупации Польши еврейское население Ружан резко возросло из-за евреев-беженцев с запада.
Ружаны были захвачены немецкими войсками 23 (24) июня 1941 года и находились под оккупацией более 3-х лет — до 13 (12) июля 1944 года.
После оккупации старостой (войтом) Ружан поставили Рапацкого. Немцы и коллаборационисты сразу начали грабить еврейское население. В июле 1941 года на евреев Ружан была наложена «контрибуция» в размере 10 кг золота и 20 кг серебра. Под страхом смерти евреям было приказано соблюдать многочисленные ограничения и запреты и постоянно носить на правом рукаве белую повязку со словом «юде».
Сразу начались «акции» (таким эвфемизмом гитлеровцы называли организованные ими массовые убийства). 12 июля 1941 года немцы убили 12 евреев, представителей интеллигенции, 14 июля 1941 года — 18 (40) евреев, обвиненных в том, что они коммунисты.
Для контроля исполнения своих приказов среди евреев немцы создали юденрат, первой обязанностью которого стала регистрация еврейского населения.
Реализуя нацистскую программу уничтожения евреев, немцы создавали гетто почти во всех городах и населённых пунктах Беларуси, где проживало еврейское население. Так и в Ружанах осенью 1941 года оккупанты организовали гетто. По приказу слонимского гебитскомиссара Кая евреи Ружан в 5-дневный срок были согнаны в район западной части города, пределы которого под страхом смерти узники не имели права покидать — более 4000 человек. Туда же была отправлена и часть евреев из близлежащих населённых пунктов — в том числе, из деревень Павлово и Константиново, из Слонима и Коссово.

## Условия в гетто
Гетто не было огорожено и не охранялось, но за выход за указанные границы грозил расстрел. В гетто действовал комендантский час — после девяти вечера запрещалось ходить по улицам, за нарушение полагался расстрел.
Узников использовали на принудительных тяжелых и изнурительных работах — прокладке шоссейных дорог, рытье траншей, разборе завалов, ремонте зданий.

## Уничтожение гетто
2 ноября 1942 года немецкие подразделения совместно с отрядами белорусской вспомогательной полиции и жандармерией во главе с комендантом Миллером окружили гетто, евреев (примерно 3500 человек) собрали и пешком погнали в Волковысское гетто. Часть евреев была расстреляна ещё в Ружанах (120 человек) и по дороге — те, кто не мог идти, большей частью старики, больные и дети. В Волковыске угнанных людей непродолжительное время продержали в лагерях, а затем убили.
В конце ноября 1942 года оставшиеся в живых ружанские евреи были депортированы из Волковысска в лагерь смерти Треблинка.
Погибли почти все 4000 узников ружанского гетто.

## Память
В 1 километре к северо-западу от Ружан, в лесу, установлен памятник на братской могиле евреев, подпольщиков и советских военнопленных, в которой покоятся от 3000 до 4000 человек. В 1965 году на этой могиле был установлен обелиск в память о ружанских евреях, жертвах Катастрофы.